# Banca Europeană de Investiții

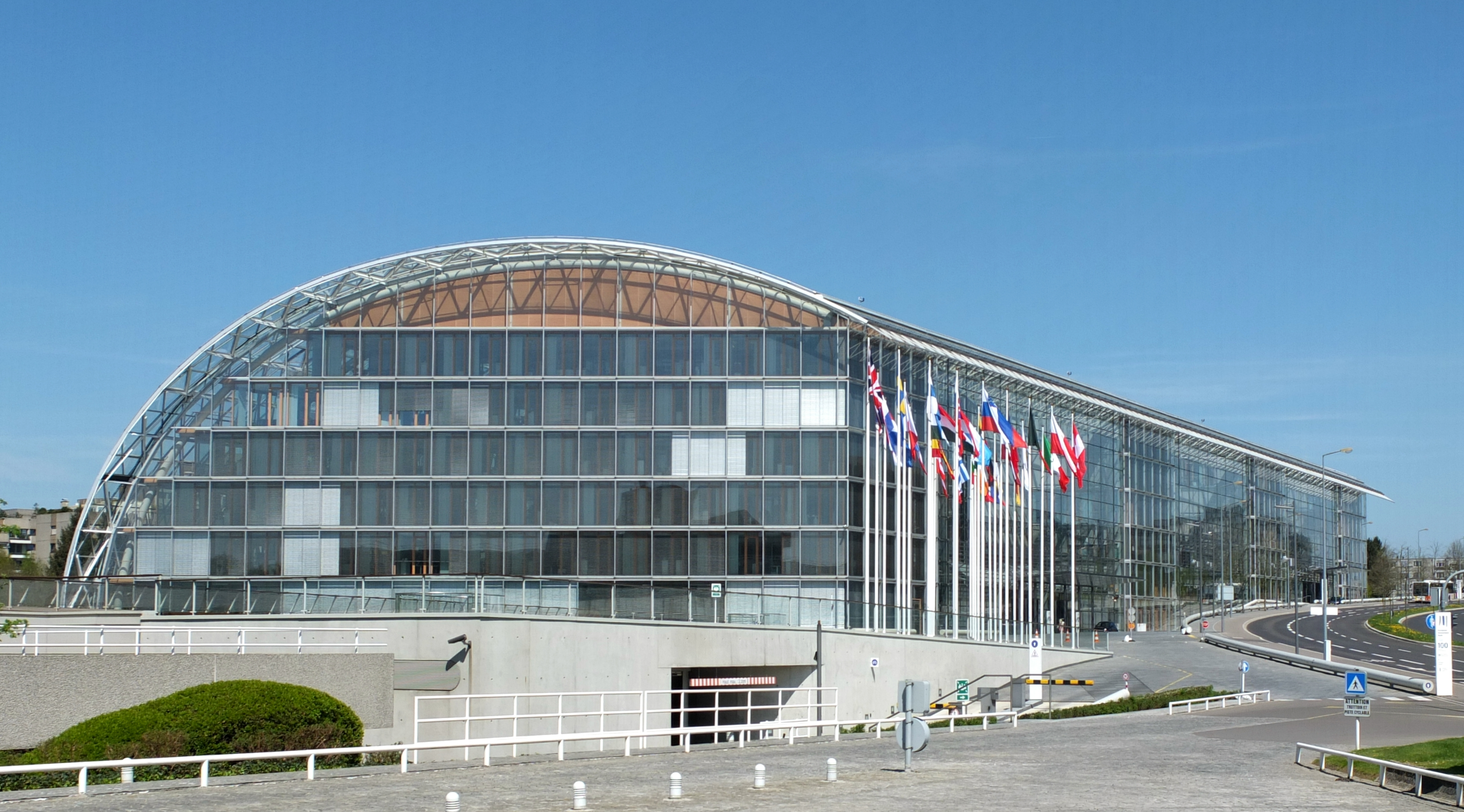
Banca Europeană de Investiții (Luxemburg)

Banca Europeană de Investiții (engleză: European Investment Bank, franceză: Banque Européenne d'Investissement) este instituția financiară a Uniunii Europene (UE), înființată în 1958 prin Tratatul de la Roma, ce se implică alături de alte instituții bancare, în finanțarea programelor de investiții care sunt conforme cu obiectivele economice stabilite de UE și care servesc intereselor europene comune.
Are sediul în Luxemburg.
Banca Europeană de Investiții (BEI) este un institut de finanțare al Uniunii Europene. Prin promovarea unei dezvoltări echilibrate a întregului spațiu comunitar BEI contribuie la coeziunea economică, socială și teritorială a UE.
BEI, ai cărui acționari sunt cele 27 de state membre ale UE, este condusă de Consiliul Guvernatorilor, alcătuit din cei 27 de miniștri de finanțe.  BEI are personalitate juridică și autonomie financiară, având rolul de a prelua finanțarea pe termen lung a unor proiecte concrete, a căror viabilitate economică tehnică, ecologică și financiară este garantată. Resursele necesare pentru acordarea împrumuturilor provin în mare parte din obligațiuni plasate pe piețele de capital; BEI dispune însă și de resurse proprii. În perioada 1994-1999 activitățile BEI s-au axat în mare parte pe următoarele sectoare: transporturi, telecomunicații, energie, apă, învățământ.
În urma apelului lansat de Consiliul European la Lisabona pentru sprijinirea mai puternică a IMM-urilor s-a înființat Grupul bancar EIB, alcătuit din EIB și Fondul European de Investiții (FEI), cu scopul creșterii competitivității economiei europene. În cadrul inițiativei “Inovația 2000” banca promovează spiritul antreprenorial și inventiv și dezvoltarea resurselor umane cu credite pe termen mediu acordate IMM-urilor, garanții bancare și disponibilizarea capitalului de risc.
În afara UE banca susține strategiile de aderare ale țărilor candidate și ale celor din vestul peninsulei balcanice. 
Banca aplică de asemenea aspectele de natură financiară prevăzute în tratatele încheiate în cadrul politicii europene de colaborare cu țările în curs de dezvoltare.
În acest context, banca desfășoară activități în spațiul mediteranean și în țările din Africa, Caraibe și Pacific (statele ACP).
În perioada 1990-2006, BEI a acordat credite către băncile din România în valoare de 220 de milioane de euro.

## Misiune
Misiunea Băncii Europene de Investiții este de a ajuta punerea în aplicare a obiectivelor politicii UE și de a contribui la dezvoltarea echilibrată și neîntreruptă a pieței interne în interesul Uniunii. În toate sectoarele economiei, BEI facilitează finanțarea de proiecte care urmăresc dezvoltarea regiunilor mai puțin dezvoltate, modernizarea sau conversia întreprinderilor ori crearea de noi activități care nu pot fi finanțate în întregime prin mijloacele disponibile în fiecare stat membru, precum și proiecte ce sunt de interes comun pentru mai multe state membre.

## Legături externe
- Site web oficial